# Parc Nacional de Shenandoah
El Parc Nacional de Shenandoah (Shenadoah National Park) és un parc nacional als Estats Units que inclou una gran part de les Muntanyes Blue Ridge (Cresta Blava) de l'estat de Virgínia. El cim més alt és la Hawksbill Mountain (Muntanya Bec d'Aligot) que s'eleva a 1.235 msnm.

## Llocs d'interès
El parc és conegut per la ruta Skyline Drive (Passeig de la línia del cel) que travessa el parc per 169 km. És especialment popular a la tardor quan les fulles canvien de color. El parc té diversos senders com per exemple una secció del Sender dels Apalatxes entre els altres 800 km dels senders al parc. També hi ha cascades, oportunitats per acampar i muntar a cavall, lodges (que són allotjaments rústics i històrics) i programes educatius presentats sobre diversos temes naturals pels guardaboscos.

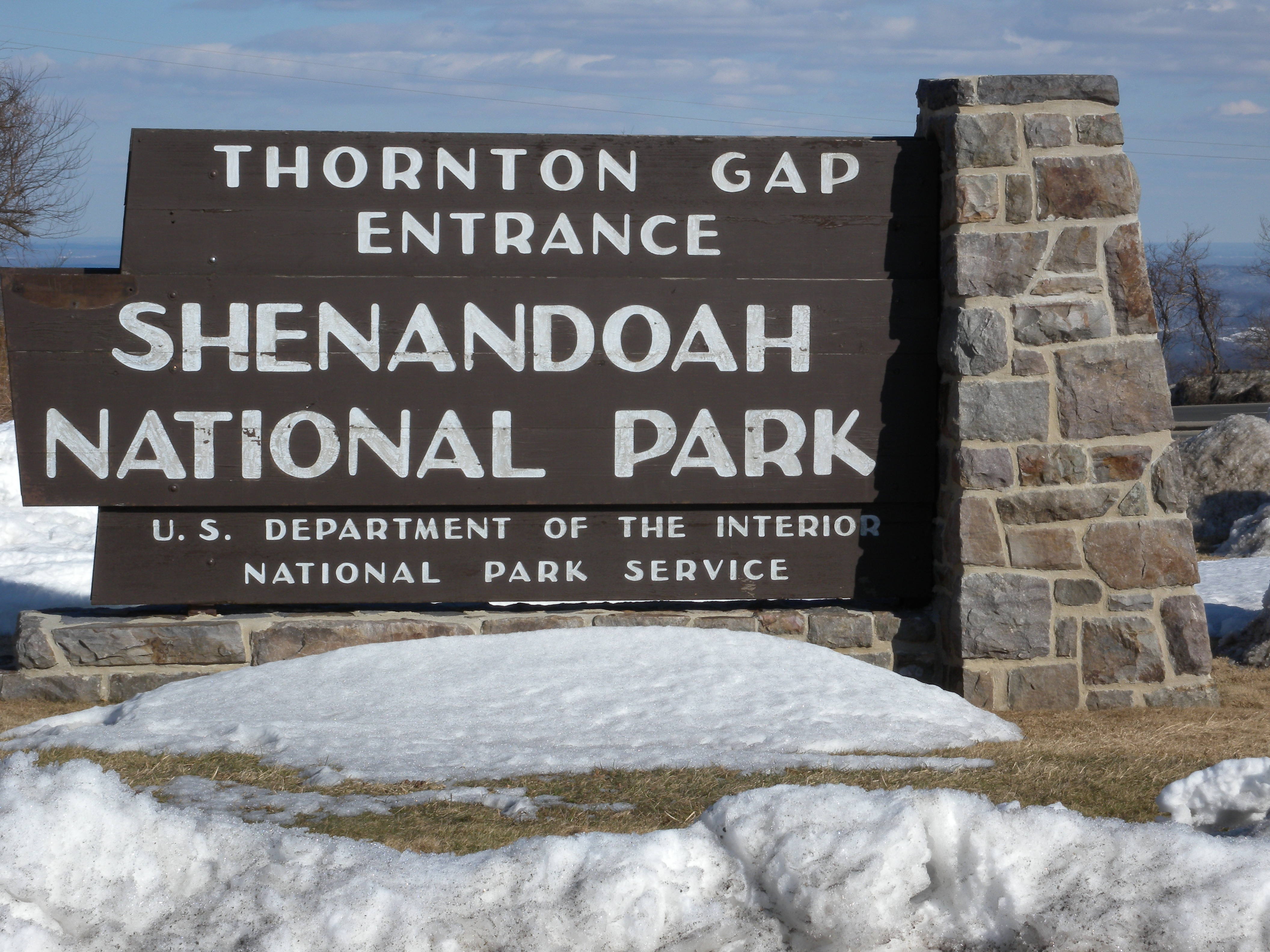
Entrada de Shenandoah a la Thornton Gap (Collada de Thornton)